# Cryptantha varians
Cryptantha varians là loài thực vật có hoa trong họ Mồ hôi. Loài này được Brand mô tả khoa học đầu tiên năm 1927.